# NGC 2195
NGC 2195 is een object bestaande uit twee sterren in het sterrenbeeld Orion. Het hemelobject werd in 1886 ontdekt door de Duits-Britse astronoom Jacob Gerhard Lohse (1851-1941).